# Kymbo kyrka

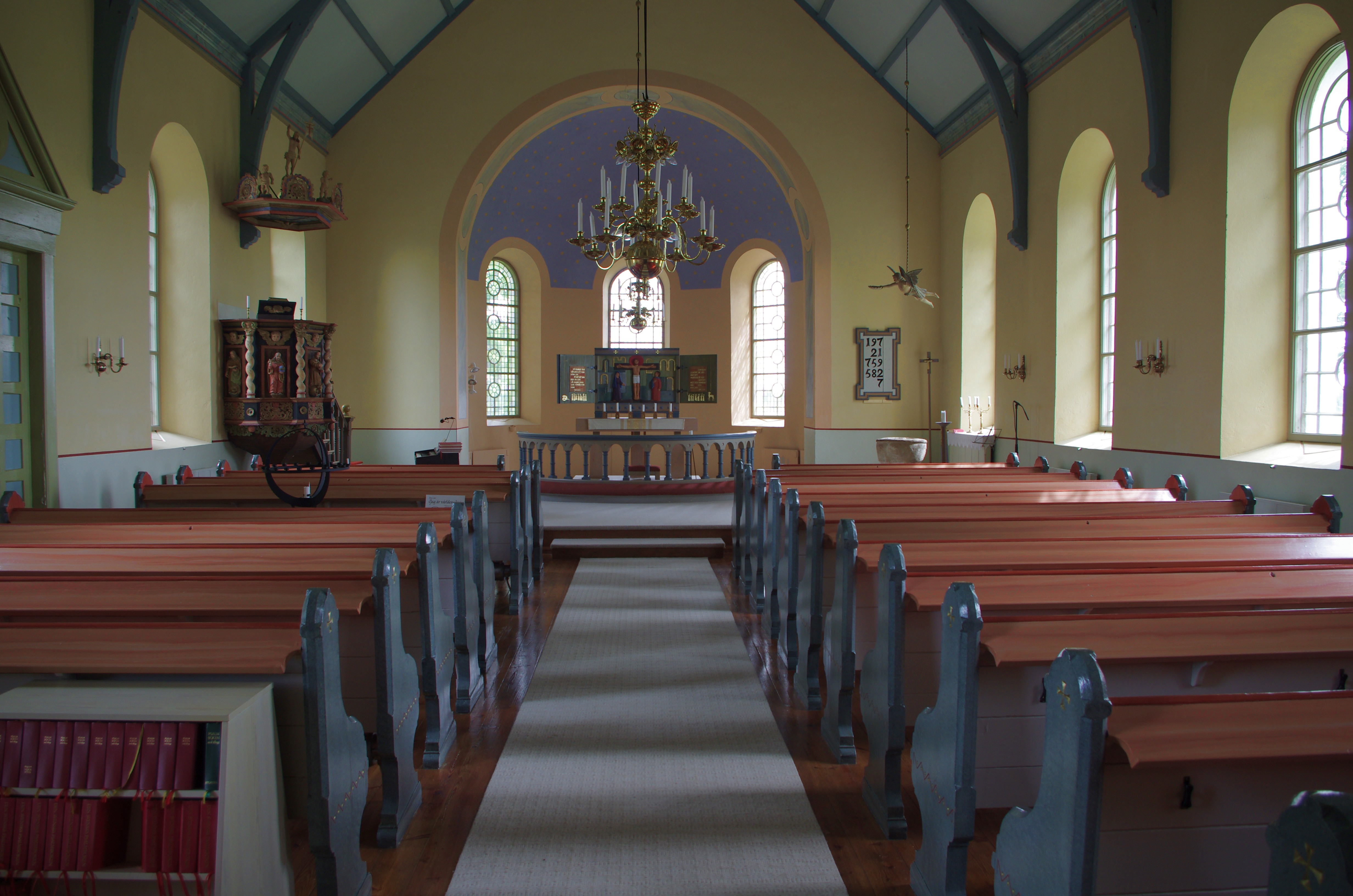
Kyrkorummet

Kymbo kyrka är en kyrkobyggnad som sedan 2002 tillhör Valstads församling (tidigare Kymbo församling) i Skara stift. Kyrkan ligger i Kymbo i Tidaholms kommun.  

## Kyrkobyggnaden
Kymbo gamla kyrka var en romansk stenkyrka med rektangulärt långhus med lägre och smalare raktslutet kor, samt sakristia i norr och vapenhus i väster. Den ursprungliga sydportalen var vid kyrkans raserande igenmurad. Kyrkans östra gavel visade murverk med fyra bredare skift, i likhet med romerska murverk med rytmiskt återkommande jämna breda stenskift, vilket gör att den kan dateras till 1000-talet eller tiden för det anglosaxiska inflytandet i Västergötland. Klockorna hängde i en klockstapel. Kyrkan dekorerades 1769 av Johan Risberg från Skövde. När kyrkan kasserades 1898 sparades kyrkklockorna, predikstolen, dopfunten och dopängeln. Den nya kyrkobyggnaden uppfördes under åren 1898-1899 enligt Herman Holmgrens ritningar, och stod invigningsklar 1899.  När den nya kyrkan byggdes, revs den gamla så när som på dess norra murverk som fick ingå i den nya kyrkan. Den nya kyrkan är byggd av sten med vittrappade fasader med långhus och absidavslutat korparti. Tornet har ett högt spetsigt torn i väster. I väst vid muren står resterna efter en Tumba från 1600-talet. I tornet hänger två klockor. Storklockan på 585 kg är omgjuten 1903 och lillklockan på 205 kg är omgjuten 1851.
Kyrkogården utökades 1948 efter ritningar av arkitekt Axel Forssén. År 1950-1951 ommålades kyrkan då dopfunten och predikstolen renoverades. År 1989 renoverades kyrkan och kyrkorummet ommålades i ljusa färger.

## Inventarier
- Dopfunten är från 1200-talet och är en representant för Remmenegruppen med fyra franska liljor på cuppans liv, spetsflik på foten och rundstav uptill. Dopfunten renoverades 1950-1951. Dopfatet i driven mässing har skänkts till kyrkan av den kyrkliga syföreningen.
- En tronande madonnaskulptur från 1300-1325, troligen utförd i ek. Höjd 87 cm. Föremålet är försvunnet. Var senast registrerat vid Göteborgsutställningen 1923. [2]
- Predikstolen från 1704 är tillverkad av Johan Ullberg den äldre, som använde 300 spikar för att förfärdiga möbeln. Predikstolen restaurerades i samband med att kyrkan renoverades 1950-1951.
- En tvåarmad malmljusstake från 1600-talet står på altaret.
- Dopängeln som hänger ovanför dopfunten är från 1700-talet.
- Altarskåpet är tillverkat av Eva Spångberg och skänktes till kyrkan år 1978 av den kyrkliga syföreningen.

## Orgel
Orgeln med nio stämor är byggd år 1937 av Levin Johansson och skänktes till kyrkan av Simon Andersson från Hällestorp.

## Bilder

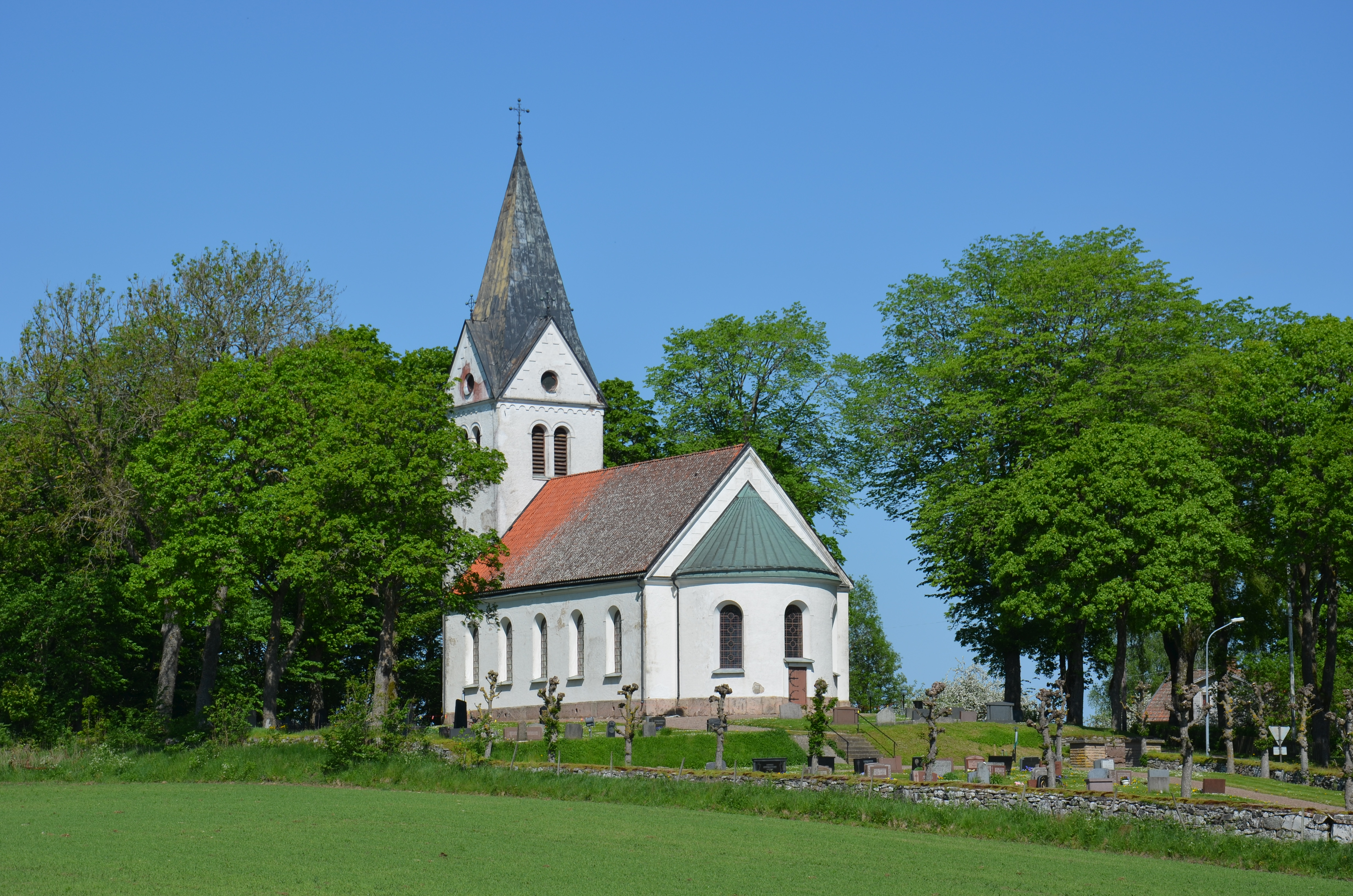
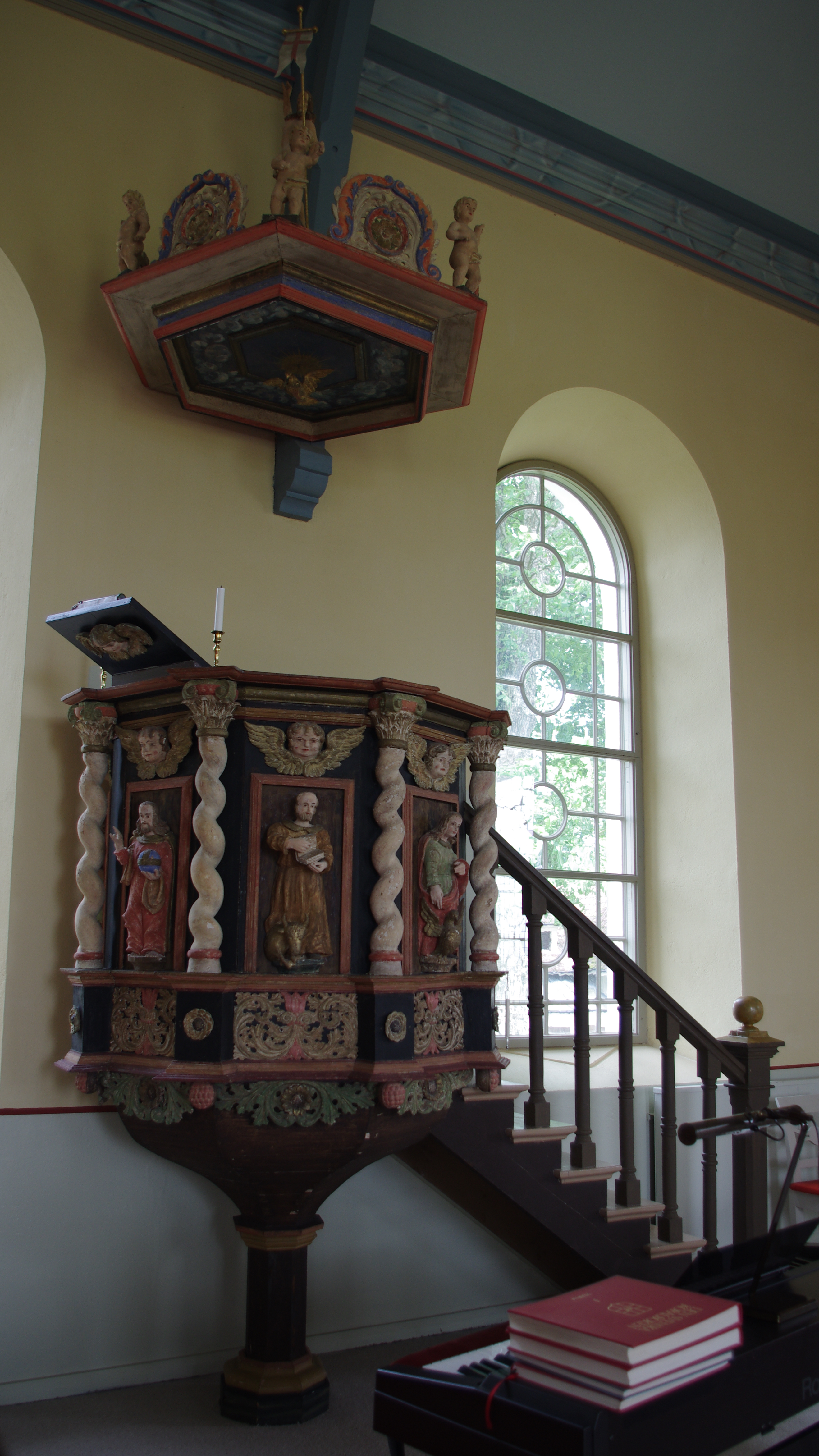
Predikstolen från  1704 av Johan Ullberg den äldre.
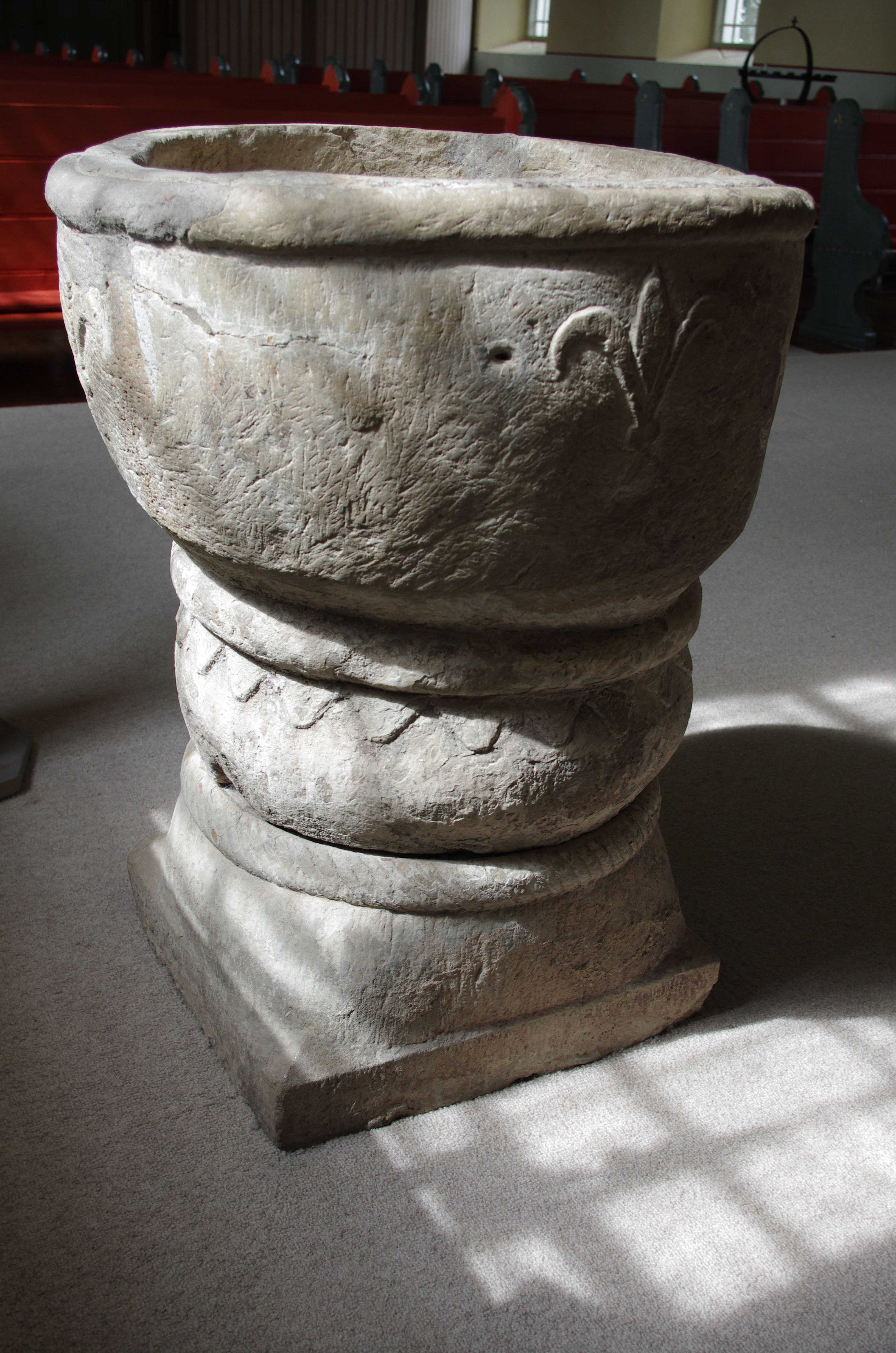
Dopfunten från 1200-talet.
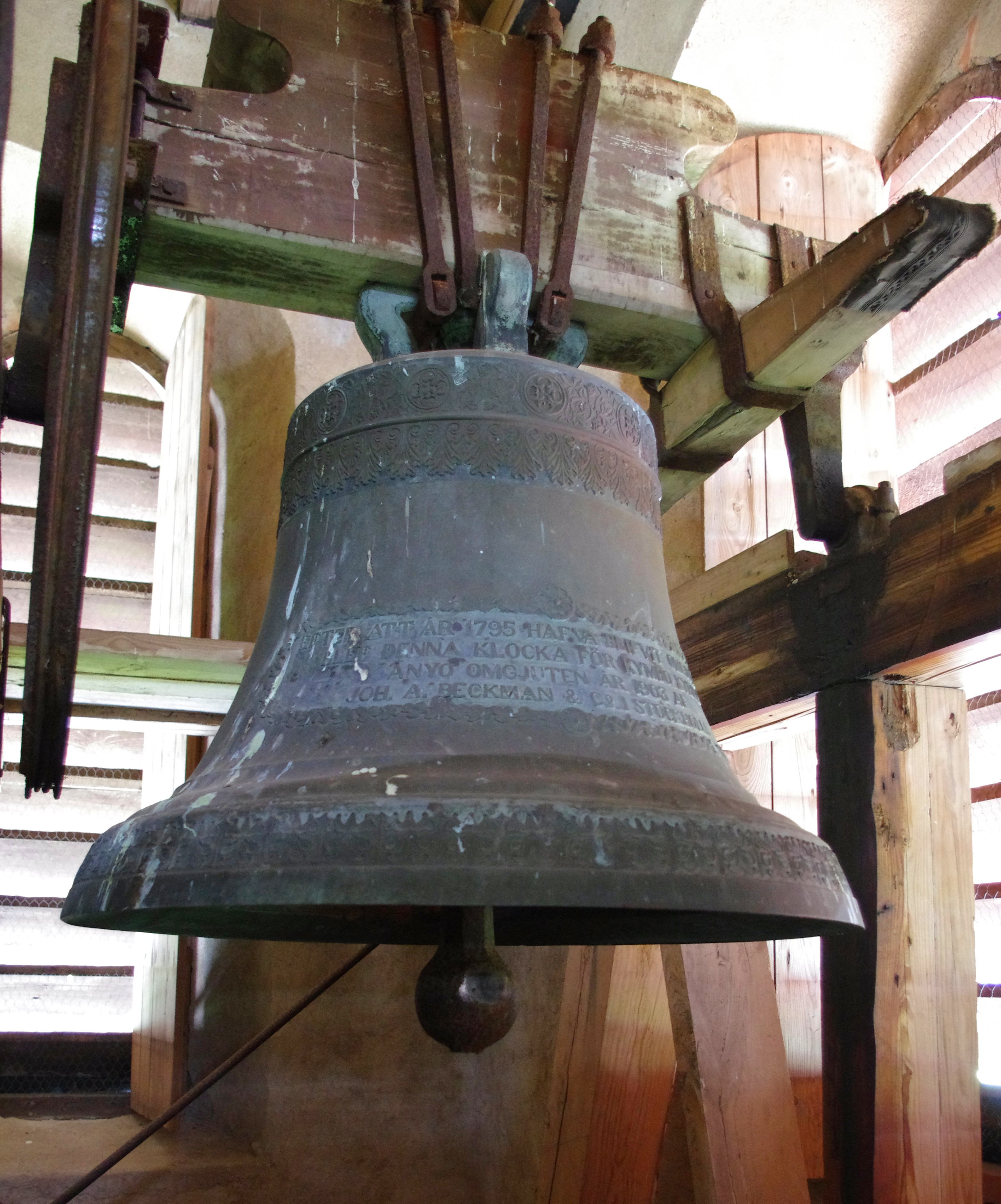
Storklockan på 585 kg omgjuten 1903.
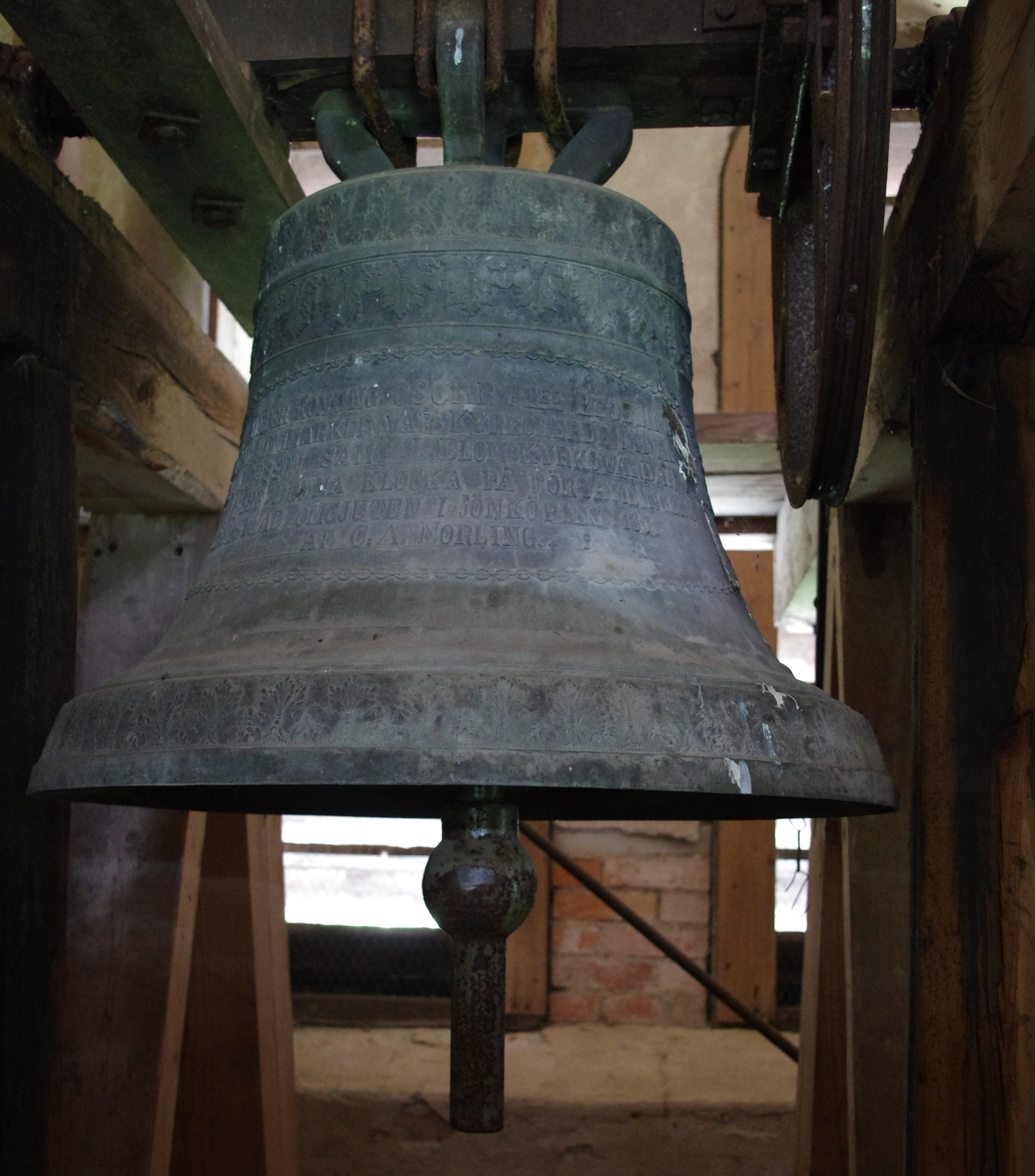
Lillklockan på 205 kg omgjuten 1851.